# Argentinomyia currani
Argentinomyia currani är en tvåvingeart som först beskrevs av Fluke 1937.  Argentinomyia currani ingår i släktet Argentinomyia och familjen blomflugor. Inga underarter finns listade i Catalogue of Life.